# Галерија Виторија Емануела II
Галерија Виторија Емануела II је најстарија активна шопинг галерија у Италији и главна знаменитост Милана. Смештена у четвороспратној дуплој аркади у центру града, Галерија је названа по Виторију Емануелом II, првом краљу Краљевине Италије. Дизајниран је 1861., а саградио га је архитекта Ђузепе Менгони између 1865. и 1867., као и 1876-1877.

## Архитектура
Структура се састоји од две стаклене засвођене аркаде које се укрштају у осмоугаонику који покрива улицу која повезује Пјаца дел Дуомо са Пјаца дела Скала. Улица је прекривена лучним кровом од стакла и ливеног гвожђа, популарног дизајна за аркаде из 19. века.
Централни осмоугаони простор је прекривен стакленом куполом. Миланска Галерија је била већег обима од својих претходника и представљала је важан корак у еволуцији модерног застакљеног и затвореног тржног центра, чији је директан родоначелник. То је инспирисало употребу термина галерија за многе друге трговачке аркаде и центре.
На тлу централног осмоугаоника налазе се четири мозаика који приказују грбове три престонице Краљевине Италије (Торина, Фиренце и Рима) и Милана. Традиција каже да ако се човек три пута окрене петом на тестисима бика са грба Торина, то ће донети срећу. Ова пракса узрокује оштећење мозаика: на месту гениталија бика настала је рупа.
Галерија повезује две од најпознатијих знаменитости Милана: катедралу и Скалу, али је Галерија сама по себи знаменитост.

## Кров од гвожђа и стакла
Певснер и Хичкок су признали миланску галерију и њен кров као важну референцу на архитектуру од гвожђа и стакла из 19. века. Као што се и данас може приметити, кров се састоји од четири бачваста свода (око 14,5 м ширине и 8,5 м висине) који су крунисани огромном куполом (око 37,5 м унутрашњег пречника и 17,10 м висине).
Друга разлика у односу на већ постојеће пролазе био је монументални карактер крова на Галерији. Изградња целе Галерије је резултат међународне сарадње. То се посебно тицало крова: гвожђе је произвео, транспортовао и монтирао Француз Хенри Жоре. Стаклене плоче су направљене од равног ребрастог стакла. Технологија конструкције крова користи примарне лукове од кованог гвожђа. Насупрот томе, аркаде које су изграђене раније биле су мање и имале су једноставније кровове: исте компоненте су коришћене и за носивост и за застакљивање. Поред тога, кров на Галерији је био опремљен невидљивим ојачањима у потпорним зидовима. О овом компликованом крову говори се као о јединству четири система који су вешто комбиновани кроз карактеристичне грађевинске детаље. Ова технологија градње била је креативна за избегавање видљивих спојница у распонима сводова и куполе, за посебан ефекат стаклених плоча и застакљених шипки.

## Продавнице, ресторани и хотели
Галерија често носи надимак il salotto di Milano, због бројних радњи и значаја као заједничко миланско састајалиште. 
Од 2013. аркада углавном садржи луксузне продавце који продају високу моду, накит, књиге и слике, као и ресторане, кафиће, барове и хотел, Town House Galleria. Галерија је позната по томе што је дом неких од најстаријих продавница и ресторана у Милану, као што су Biffi Caffè (основао га је 1867. Паоло Бифи, посластичар монарха),  ресторан Савини, Продавница шешира Borsalino (1883) и класик сецесије Camparino.

## Галерија
- Galleria Vittorio Emanuele II at Christmas
- Galleria Vittorio Emanuele II from inside the arcade, c. 1880
- The Galleria Vittorio Emanuele II's first stone
- The Galleria's triumphal arch entrance
- The Galleria from inside the arcade
- Detail of the exedra at the exit of the gallery on Piazza della Scala
- Floor mosaic
- Vertical photo of Galleria Vittorio Emanuele